# Oxybleptella sagitta
Oxybleptella sagitta är en insektsart som beskrevs av Giglio-tos 1894. Oxybleptella sagitta ingår i släktet Oxybleptella och familjen gräshoppor. Inga underarter finns listade i Catalogue of Life.